# Francisco Gárate (político peruano)
Francisco Gárate fue un abogado y político peruano. 
En los años 1830 fue Juez de Primera Instancia de la provincia de Chucuito. Fue elegido senador por el departamento del Cusco entre 1845 y 1852 durante las presidencias de Ramón Castilla y José Rufino Echenique.  